# Capella de Sant Pere Màrtir (Balaguer)
Capella de Sant Pere Màrtir és un edifici religiós del municipi de Balaguer (Noguera) inclòs en l'Inventari del Patrimoni Arquitectònic de Catalunya.

## Descripció
Capella petita, de planta rectangular i una sola nau. Es troba adossada a la Masia Fortuny a uns dos quilòmetres al nord-est de la ciutat de Balaguer. A sobre presenta una galeria amb porxos d'arcs de mig punt, que la comunica amb l'habitatge. La porta és de petites dimensions, d'arc rebaixat, i damunt s'obre un petit òcul. Les parets d'aquesta capella i estan arrebossades en alguns llocs.

## Història
La capella primitiva fou edificada al segle xiii pels senyors de Mendoza, propietaris d'aquells llocs. A la primeria del segle xix, els successors en aquell patrimoni, els senyors Fortuny, traslladaren l'esglesieta al lloc actual. En aquell moments era amo de la finca Epifani de Fortuny i d'Arajol, assassinat a Lleida amb la seva esposa Melciors de Wan Osteron i Pascali i el fill gran Manuel. Posteriorment l'altre fill d'aquests senyors, víctimes de l'aldarull popular de Lleida, Epifani de Fortuny i de Carpi, Baró IX d'Esponellà, cap a les acaballes del segle xix, arranjà la capella com es troba ara. Cada any pel dia del Sant es diu una missa.